# Spoorlijn Maagdenburg - Leipzig
De spoorlijn Maagdenburg - Leipzig is een Duitse spoorlijn als lijn 6403 onder beheer van DB Netze.

## Geschiedenis
Het traject werd door de Magdeburg-Leipziger Eisenbahn-Gesellschaft in fases geopend.
- 29 juni 1839: Maagdenburg - Schönebeck (Elbe) (14,9 km)
- 9 september 1839: Schönebeck - Saalebrücke bei Calbe (12,4 km)
- 19 juni 1840: Saalebrücke - Köthen (22,6 km)
- 22 juli 1840: Köthen - Halle (35,7 km)
- 18 augustus 1840: Halle - Leipzig (33,2 km)

## Treindiensten
De Deutsche Bahn verzorgt het personenvervoer op dit traject met InterCityExpress-, InterCity-, RE- en RB-treinen. Verder wordt het spoor gebruikt voor lokale treindiensten door de S-Bahn van Leipzig-Halle en die van Maagdenburg.

## Aansluitingen
In de volgende plaatsen is of was er een aansluiting van de volgende spoorlijnen:

### Maagdenburg

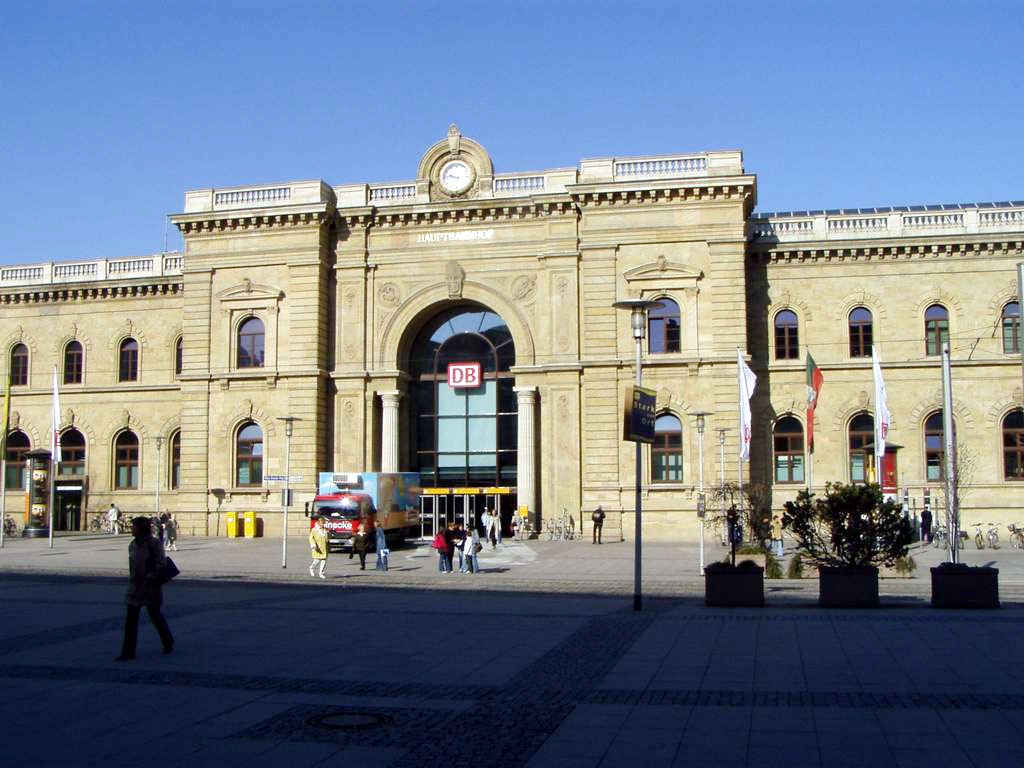
Maagdenburger Bahnhof

- DB 6110, spoorlijn tussen Potsdam en Eilsleben
- Magdeburg - Dessau, spoorlijn tussen Maagdenburg en Dessau
- Magdeburg - Loburg, spoorlijn tussen Maagdenburg en Loburg
- Magdeburg - Wittenberge, spoorlijn tussen Maagdenburg en Wittenberge
- Oebisfelde - Magdeburg, spoorlijn tussen Oebisfelde en Maagdenburg
- Maagdenburg - Halberstadt, spoorlijn tussen Maagdenburg en Halberstadt
- Biederitz - Magdeburg-Buckau, voormalige spoorlijn tussen Biederitz en Magdeburg-Buckau
- Magdeburger Verkehrsbetriebe, stadstram in en rond de stad Maagdenburg

### Schönebeck
Schönebeck (Elbe)
- Schönebeck - Blumenberg, spoorlijn tussen Schönebeck en Blumenberg
- Schönebeck - Güsten, spoorlijn tussen Schönebeck en Güsten

### Gnadau
- aansluiting ex kolenmijn

### Calbe
Calbe (Saale) - Ost
- Berlin - Blankenheim, spoorlijn tussen Berlijn en Blankenheim

### Köthen
- Köthen - Aken, spoorlijn tussen Köthen en Aken
- Dessau - Köthen, spoorlijn tussen Dessau en Köthen
- Köthen - Aschersleben, spoorlijn tussen Köthen en Aschersleben

### Stumsdorf
- Bitterfeld - Stumsdorf, spoorlijn tussen Bitterfeld en Stumsdorf

### Halle
- Halle - Cottbus, spoorlijn tussen Halle, Eilenburg en Cottbus
- Berlin - Halle, spoorlijn tussen Berlin en Halle
- Halle - Halberstadt, spoorlijn tussen Halle en Halberstadt
- Halle - Bebra, spoorlijn tussen Halle, Erfurt en Bebra
- Halle - Kassel, spoorlijn tussen Halle en Kassel

### Gröbers
- Erfurt - Halle/Leipzig, hogesnelheidslijn tussen (Nürnberg -) Erfurt en Leipzig met zijlijn naar Halle

### Leipzig-Mockau
- Leipzig-Mockau - Leipzig-Anger, goederenspoorlijn tussen Leipzig-Mockau en Leipzig-Anger

### Leipzig
- Leipzig - Dessau, spoorlijn tussen Leipzig via Bitterfeld en Dessau
- Leipzig - Dresden, spoorlijn tussen Leipzig en Dresden
- Leipzig - Geithain, spoorlijn tussen Leipzig en Geithain
- Leipzig - Hof, spoorlijn tussen Leipzig en Hof
- Leipzig - Saalfeld, spoorlijn tussen Leipzig-Plagwitz, Gera en Saalfeld
- Leipzig - Großkorbetha, spoorlijn tussen Leipzig en Großkorbetha (en Erfurt via Weißenfels)
- Leipzig - Eilenburg, spoorlijn tussen Leipzig - Eilenburg
- Engelsdorf - Leipzig-Wahren, spoorlijn tussen Leipzig-Wahren en Engelsdorf
- Leipziger Verkehrsbetriebe (LVB), stadstram in en rond de stad Leipzig

## Elektrische tractie
Het traject werd geëlektrificeerd met een spanning van 15.000 volt 16⅔ Hz wisselstroom.